# Marsfältet (Paris)

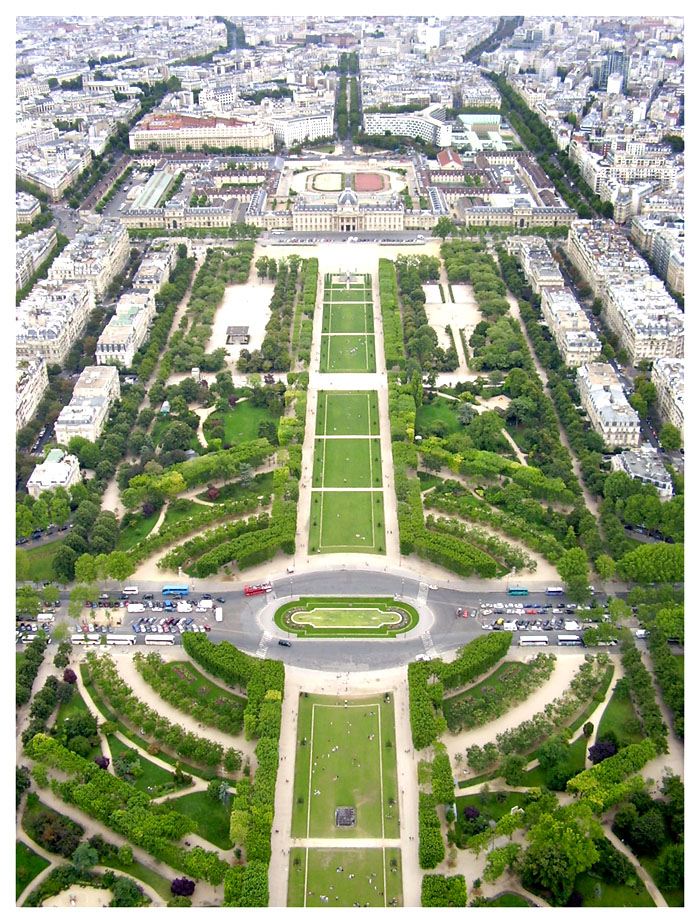
Vy över Marsfältet från Eiffeltornet, med Tour Montparnasse som sticker ut svart i mitten av bakgrunden.

Marsfältet (franska: Champ de Mars) är en park i Paris mellan Eiffeltornet och École Militaire, i sjunde arrondissementet. Fältet är uppkallat efter Marsfältet i Rom och användes ursprungligen för militärträning. Namnet syftar på den romerska krigsguden Mars.
Flera världsutställningar har hållits på Marsfältet (1867, 1878, 1889, 1900 och 1937).
Fältet har givit namn åt järnvägsstationen Champ de Mars – Tour Eiffel och även åt före detta tunnelbanestationen Champ de Mars (stängd 1939).

## Områdets användning
Området, som användes för jordbruk fram till 1700-talet, utvecklades till en paradplats efter inrättandet av École militaire (1765). För detta ändamål jämnades den ut och omgavs av ett dike och en allé av almar. Fram till omkring 1780 förblev dess användning rent militär. Den 14 juli 1790 hölls här den pompösa Fête de la Fédération, som en del av Franska revolutionen. Ludvig XVI svor då sin ed för konstitutionen, som La Fayette läste upp inför 300 000 åskådare. För detta ändamål byggdes ett separat "Fäderneslandets altare". 
Den 17 juli 1791 var området platsen för den så kallade Massakern på Marsfältet.
Den 8 juni 1794 hölls här "Festivalen för det högsta väsendet" (franska: Fête de l'Etre suprême), som arrangerades av Jacques Louis David, och leddes av Robespierre.
Världsutställningarna 1867, 1878, 1889, 1900 och 1937 använde platsen. Den första utställningen som hölls på platsen var en nationell industriutställning 1798. Fäkttävlingarna under olympiska sommarspelen 1900 ägde rum på Marsfältet.  De flesta av de strukturella resterna av de olika utställningarna, som ett stort pariserhjul, har dock tagits bort med tiden. Med tanke på det enorma utvecklingstrycket stod Marsfältet under akut hot om att styckas upp vid sekelskiftet 1900, men massiva protester från medborgarinitiativ säkrade dess fortsatta existens som en grön zon. Undertecknandet av Elysée-fördraget den 22 januari 1963 firades på Champ de Mars.
Den 30 mars 2000 invigdes en fredsmur av Jacques Chirac, designad av konstnären Clara Halter och byggd av arkitekten Jean-Michel Wilmotte. Muren ligger mittemot École Militaire.

## Utställningar under 2000-talet
För första gången sedan världsutställningarna 1900 och 1937 användes området direkt vid foten av Eiffeltornet hösten 2012 för ett evenemang som pågick i flera veckor. Utställningen United Buddy Bears i Paris i oktober och november 2012 uppmärksammade grunden för tysk-fransk vänskap. "Endast på den fasta grunden av tysk-fransk vänskap kan vi framgångsrikt forma dagens värld", sade utrikesminister Guido Westerwelle – i linje med tilldelningen av Nobels fredspris till EU.

## Olympiska sommarspelen 2024
I den sydöstra delen av Marsfältet står Grand Palais Éphémère från 2021 till 2024 som alternativt boende för Grand Palais, som kommer att renoveras under denna tid. Grand Palais Éphémère kommer att vara Arena Champ-de-Mars plats för brottning och judotävlingar under olympiska sommarspelen 2024. Mitt på Marsfältet kommer den tillfälliga friluftsarenan Stade Tour Eiffel också att stå värd för beachvolleybolltävlingar 2024.

## Karta över Marsfältet

## Galleri

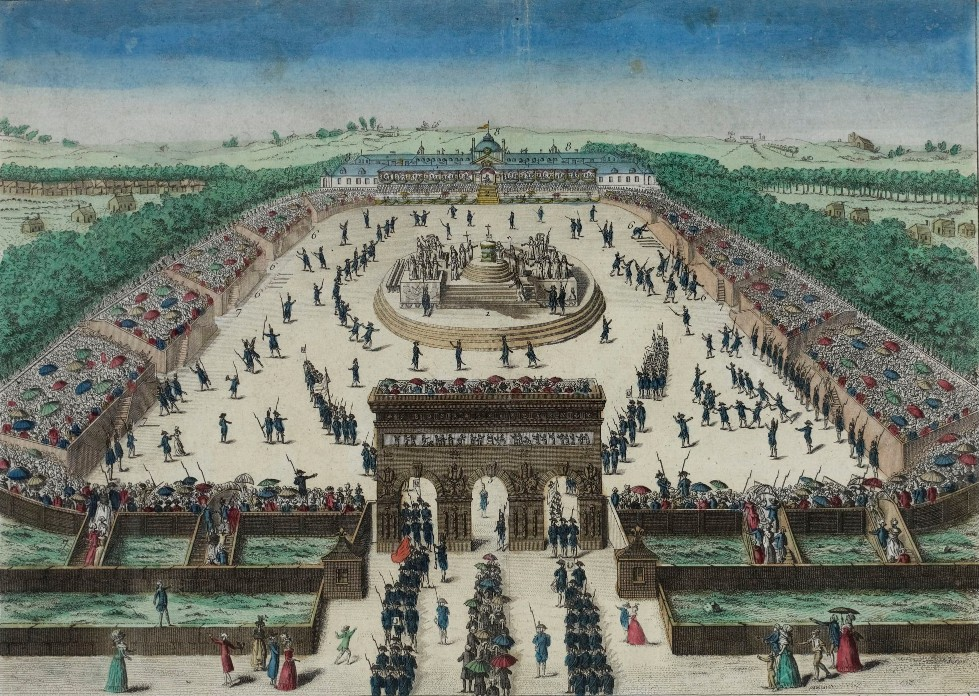
Illustration av Fête de la Fédération på Marsfältet 14 juli 1790 (Musée de la Révolution française).
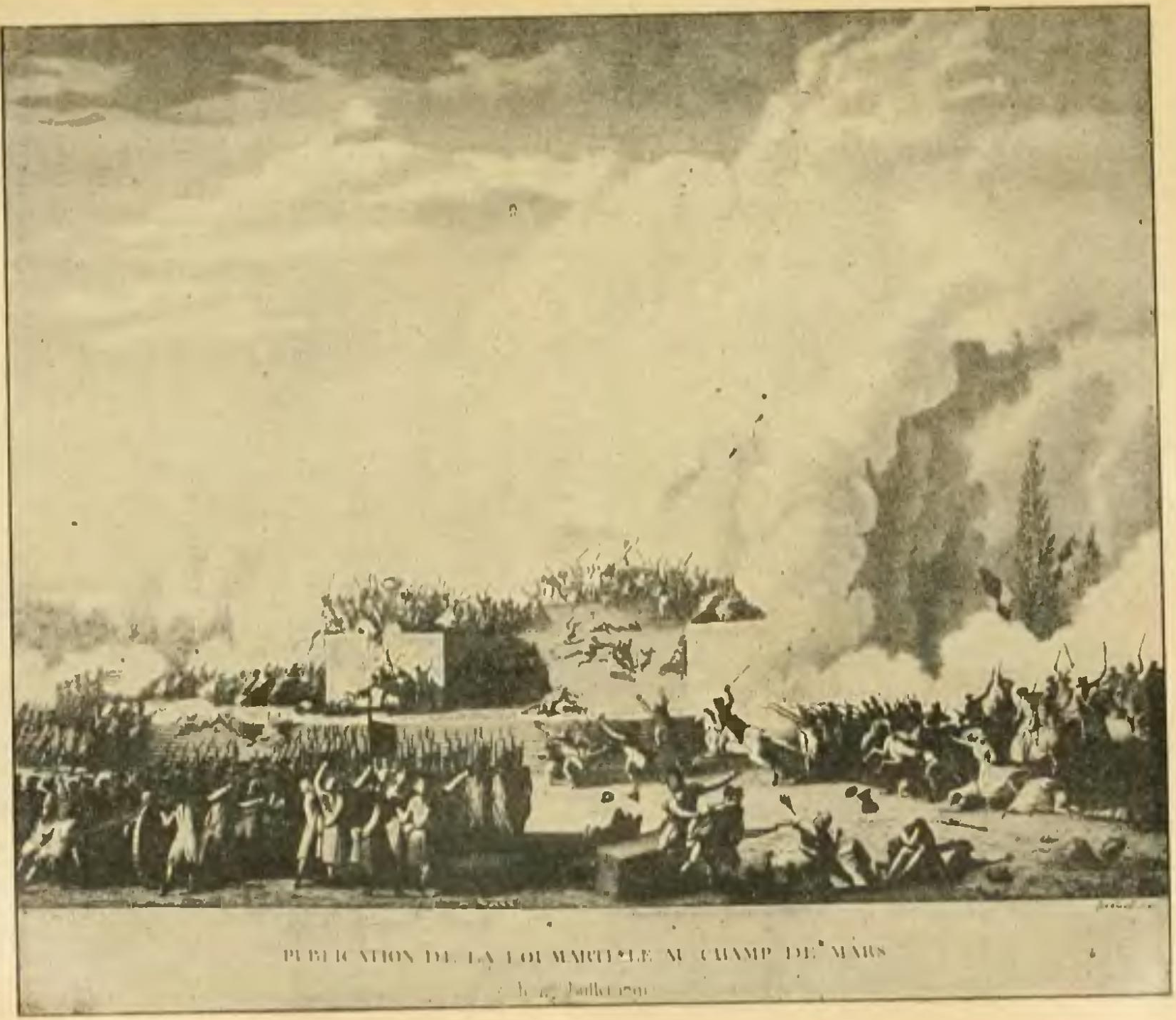
Illustration av Massakern på Marsfältet, 1791.
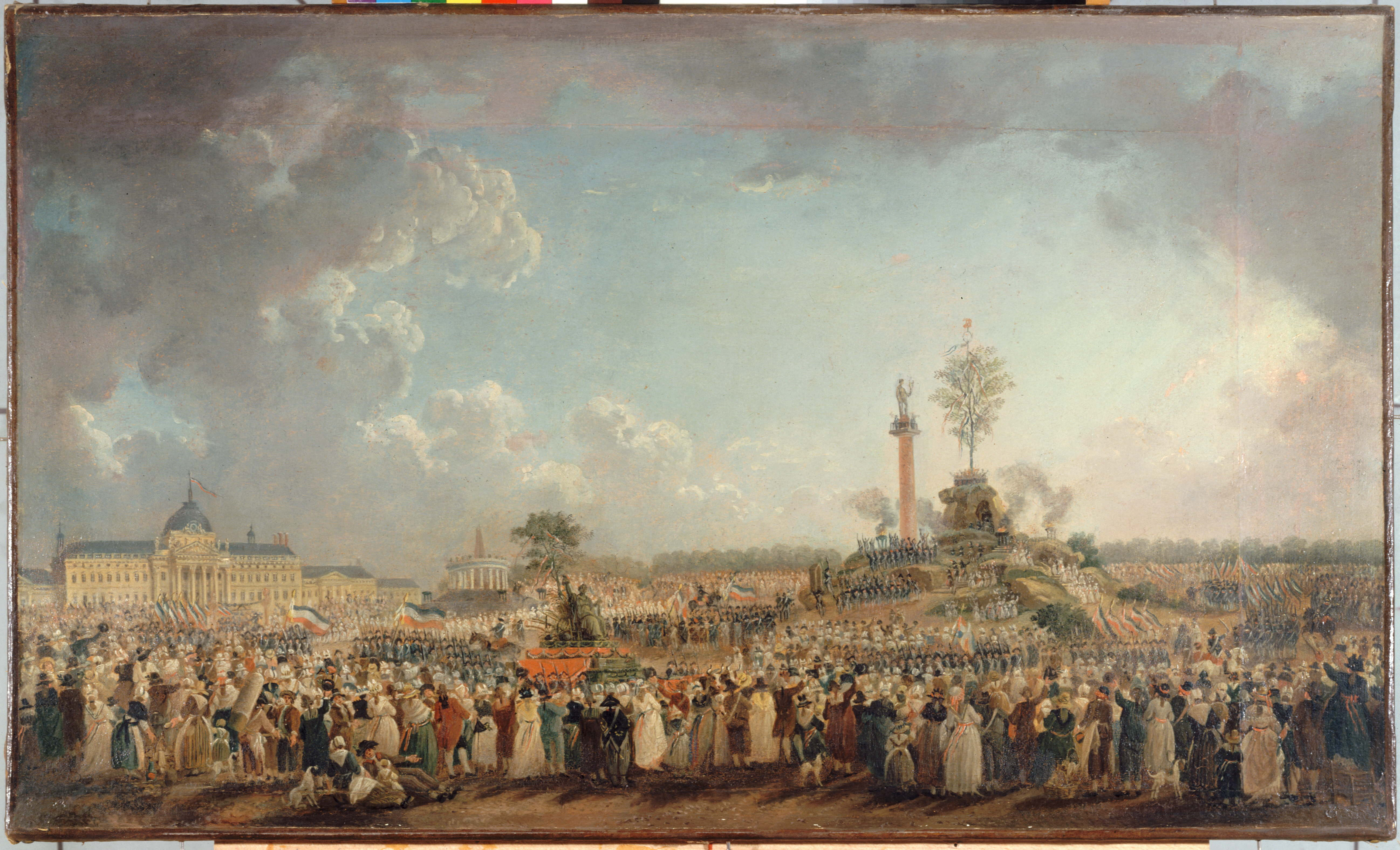
Målning av  Culte de l'Être suprême, 8 juni 1794 (av Pierre-Antoine Demachy, 1794).
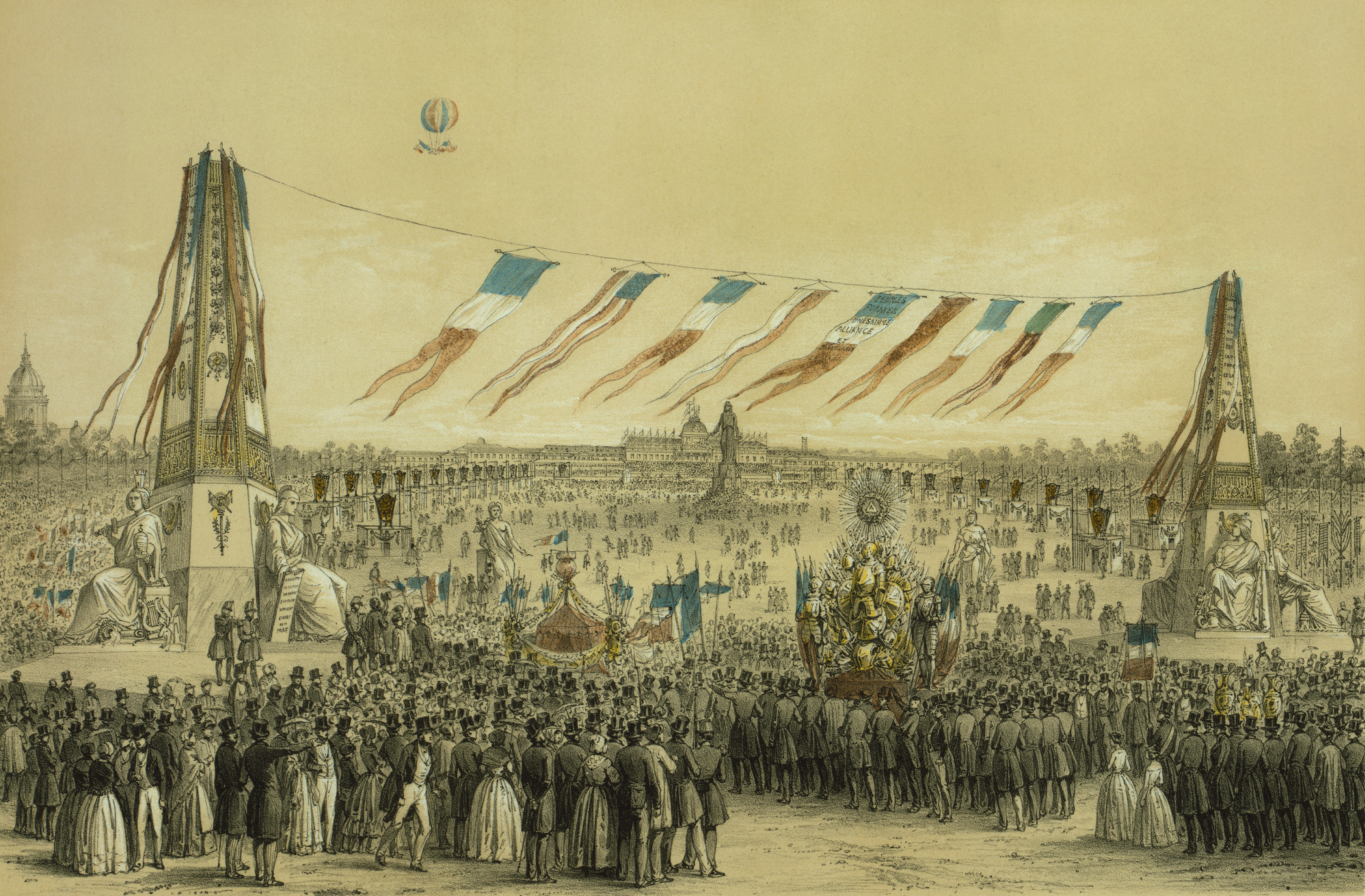
Illustration av Fête de la Concorde, 21 maj 1848.
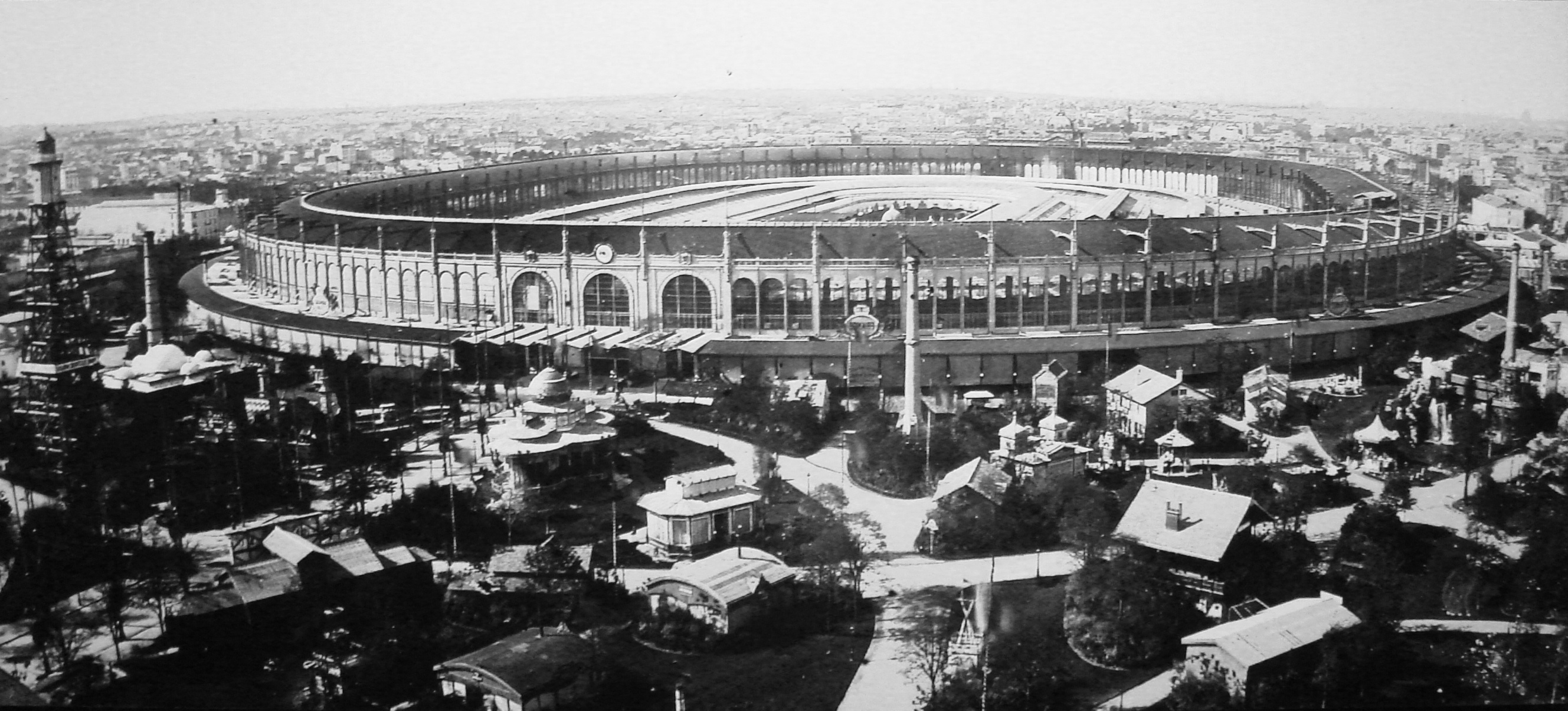
Foto av Världsutställningen 1867.
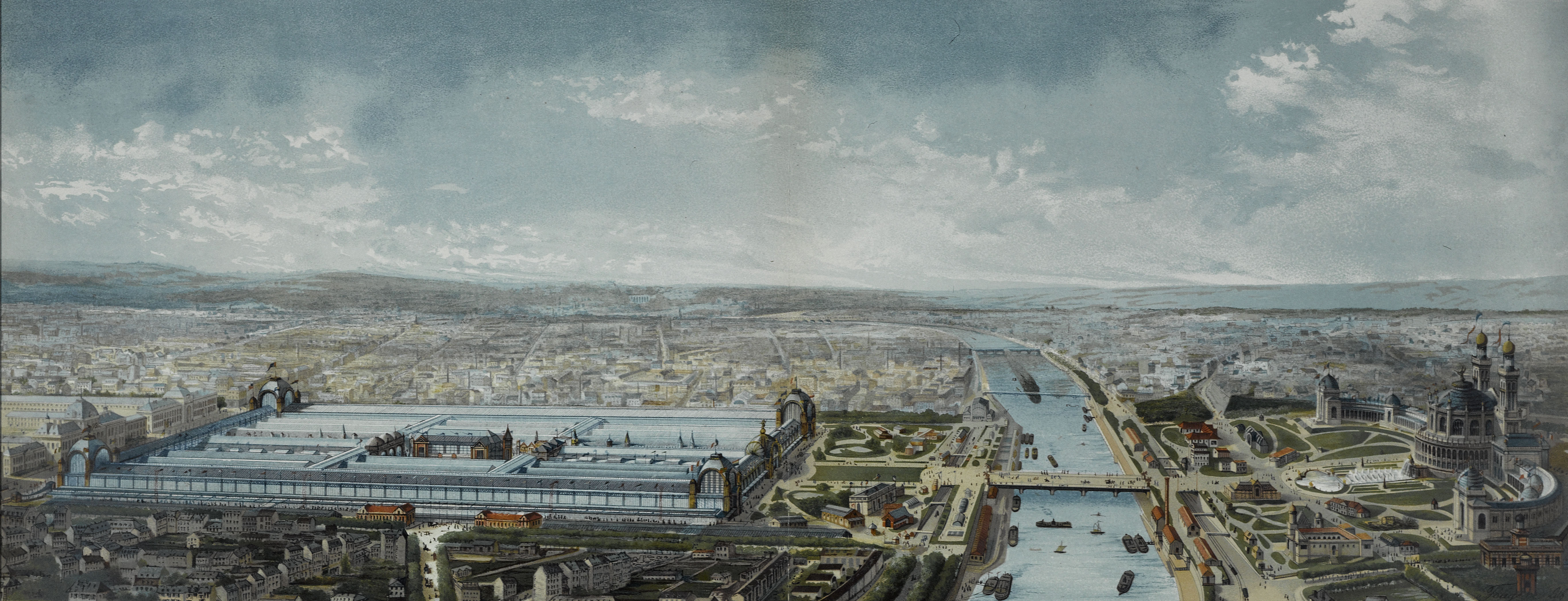
Panoramautsikt över  Världsutställningen 1878.
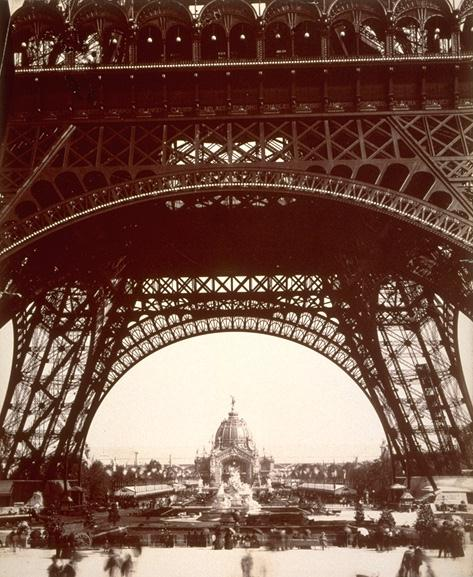
Utsikt över Världsutställningen 1889.
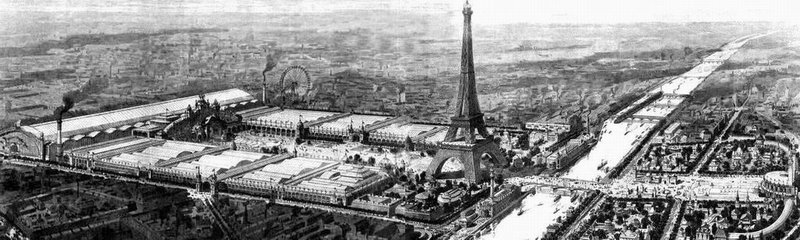
Illustration av Världsutställningen 1900.
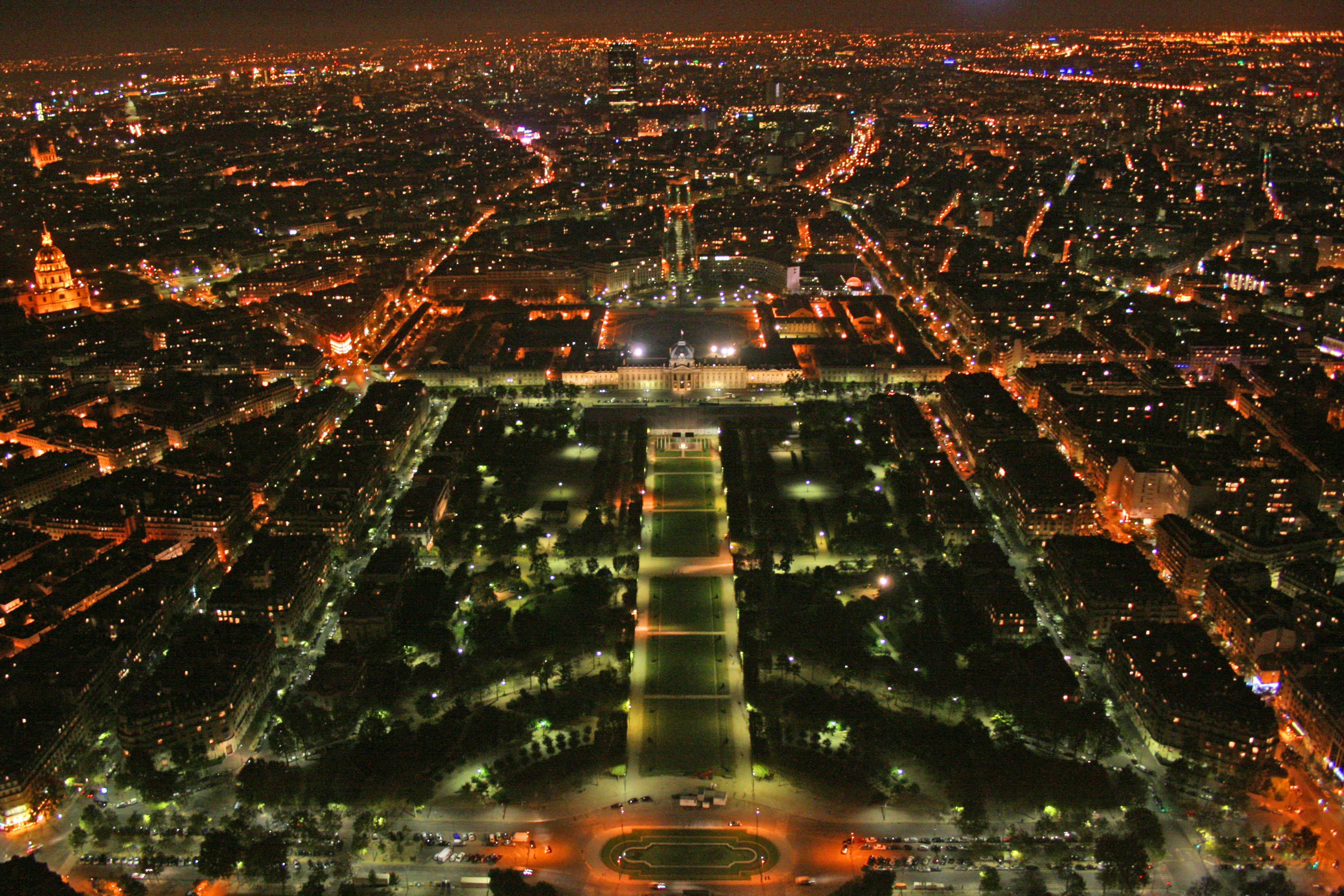
Marsfältet på natten (2007).
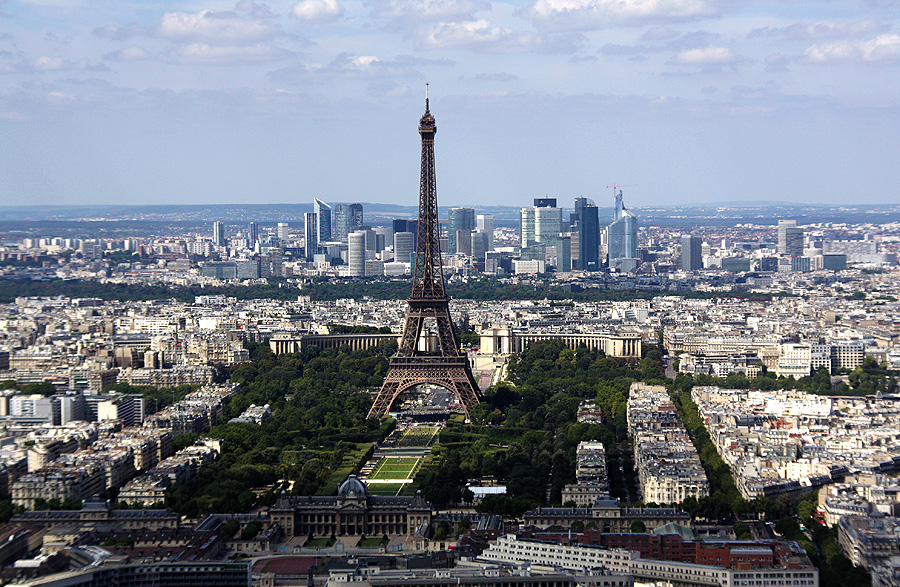
Marsfältet – utsikt från Montparnassetornet (2010)
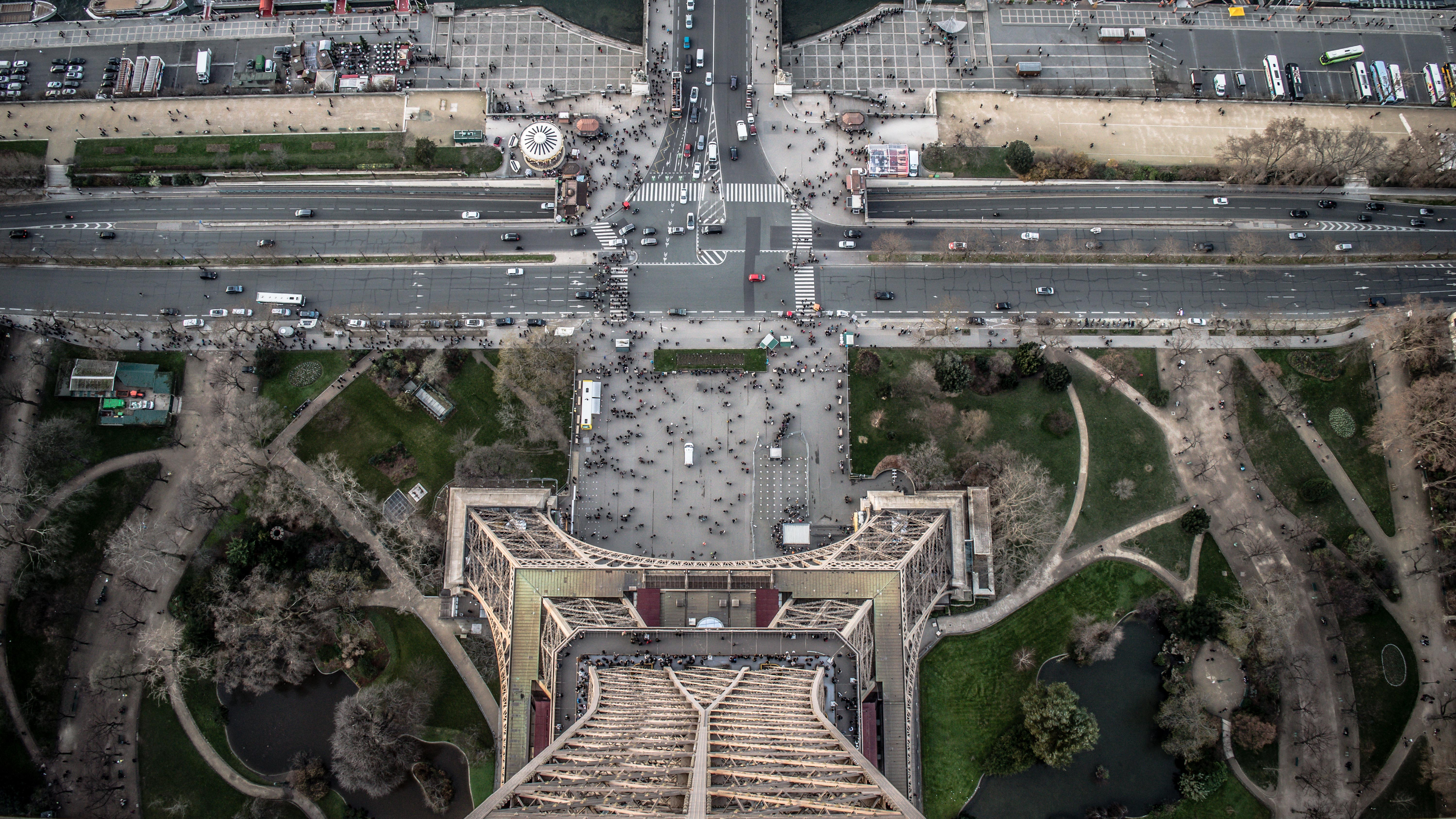
Norra delen av Marsfältet och Quai Branly – sett från Eiffeltornet (2016)